# Arandas, Mexiko
Arandas är en ort i Mexiko.   Den ligger i kommunen Arandas och delstaten Jalisco, i den centrala delen av landet, 400 km väster om huvudstaden Mexico City. Arandas ligger 2 069 meter över havet och antalet invånare är 43 342.
Terrängen runt Arandas är huvudsakligen platt, men norrut är den kuperad. Runt Arandas är det ganska glesbefolkat, med 38 invånare per kvadratkilometer. Arandas är det största samhället i trakten. I omgivningarna runt Arandas växer huvudsakligen savannskog.